# Joseph Grégoire de Roulhac
Joseph Grégoire de Roulhac, né le 18 avril 1722 à Limoges, mort le 2 septembre 1781 à Limoges, est un magistrat et homme politique français du XVIIIe siècle.

## Biographie
La famille Grégoire de Roulhac est originaire de Limoges, et ses membres occupent dès le milieu xviie siècle les plus hautes fonctions de la magistrature consulaire de la ville. Elle tire son nom du village de Roulhac situé sur la commune de Saint-Hillaire-Bonneval. Joseph de Roulhac, seigneur de Thias, est le fils d'un avocat en la cour sénéchale de Limoges.
Il devient lui-même avocat au barreau de Limoges, et a un office de président-trésorier de France. Il acquiert une charge de conseiller au siège présidial et sénéchal de Limoges dont il devient ensuite le chef. En 1765, il obtient la charge de lieutenant-général civil et de police de Limoges et vend sa charge de trésorier pour se consacrer à sa nouvelle fonction. Il achète une charge de secrétaire du roi.
Le 3 novembre 1779, Louis XVI le nomme maire de Limoges à titre provisoire. Il est maire de Limoges pendant quasiment dix mois jusqu'au 2 septembre 1780. Il est également membre de la Société d'agriculture de Limoges.
Joseph Grégoire de Roulhac est le père de Guillaume Grégoire de Roulhac (1751-1824), également magistrat et maire de Limoges, et député du Tiers état aux Etats généraux de 1789.

## Armoiries
Les armoiries de sa famille sont les suivantes : « D'azur à une fasce d'or accompagnée en chef d'un croissant d'argent et en pointe de trois étoiles de même, 2 et 1. »
Il utilise un sceau et ex-libris avec les armes suivantes : « Parti, au 1er d'azur à trois étoiles d'argent posées 2 et 1, au chef cousu de gueules chargé d'un croisant d'argent ; au 2e de gueules au lion d'argent, à la bordure d'azur chargée de dix fleurs de lys d'argent. »